# Hovey C. McDonald
Hovey C. McDonald (1887 körül – San José, Kalifornia, 1941. június 12.) amerikai amerikaifutball-, birkózó-, kosárlabda- és labdarúgóedző.

## Pályafutása
1918-ban az Oregon State Beavers birkózóedzője, 1923-ban a San Jose State Spartans amerikaifutball-, 1924 és 1935 között kosárlabda-, 1936 és 1940 között pedig labdarúgóedzője volt. 1927 és 1940 között a Spartans testnevelési igazgatói pozícióját töltötte be.
53 éves korában, szívrohamban hunyt el.

## Eredményei amerikaifutball-vezetőedzőként
| Év                                                    | Eredmény                                              | Eredmény                                              | Helyezés                                              |
| Év                                                    | Összesített                                           | Konferencia                                           | Helyezés                                              |
| San Jose State Spartans (California Coast Conference) | San Jose State Spartans (California Coast Conference) | San Jose State Spartans (California Coast Conference) | San Jose State Spartans (California Coast Conference) |
| ----------------------------------------------------- | ----------------------------------------------------- | ----------------------------------------------------- | ----------------------------------------------------- |
| 1923                                                  | 0–6                                                   | 0–4                                                   | 9.                                                    |

## Fordítás
- Ez a szócikk részben vagy egészben  a   Hovey C. McDonald című angol Wikipédia-szócikk ezen változatának fordításán alapul.  Az eredeti cikk szerkesztőit annak laptörténete sorolja fel. Ez a jelzés csupán a megfogalmazás eredetét és a szerzői jogokat jelzi, nem szolgál a cikkben szereplő információk forrásmegjelöléseként.